# Université d'État de Novossibirsk
L'université d'État de Novossibirsk (en russe : Новосибирский Государственный Университет, НГУ) est une université russe de haut niveau, située à Akademgorodok, cité scientifique à quelques kilomètres au sud du centre de Novossibirsk et dont elle profite des structures. Ainsi, la majorité des professeurs et maîtres de conférence de l'université sont également des chercheurs des différents instituts de la division sibérienne de l'Académie des sciences de Russie, dont l'université fait également partie. Les étudiants profitent aussi de cette association et effectuent pour la plupart des stages de fin d'études dans les divers instituts d'Akademgorodok.
L'université fait partie du Projet 5-100, un programme de soutien gouvernemental des établissements d'enseignement supérieur lancé par Ministère de l'Éducation et de la Science d'après l'ukase de Vladimir Poutine du 7 mai 2012, sur les mesures visant à mettre en œuvre la politique de l'État dans le domaine de l'éducation et de la science,.

## Histoire

### La fondation
Avec la fondation de la division sibérienne de l'Académie des sciences à Akademgorodok se fait immédiatement sentir le besoin de former de nouveaux chercheurs de l'autre côté de l'Oural. Naît ainsi l'idée de fonder l'université dont l'histoire officielle débute le 9 janvier 1958 : le Conseil des ministres de l'URSS publie le décret de fondation de l'université en tant que partie intégrante de la division sibérienne de l'Académie des sciences d'URSS. Le 17 novembre de la même année, Ilya Nestorovitch Vekoua est nommé recteur de l'université et prend ses fonctions en avril 1959. Il occupe ces dernières jusqu'en 1965.
Le 19 juin 1959, une interview du nouveau recteur intitulée « Université d'un nouveau genre » est publié dans la Pravda.
Le 20 juillet 1959, est publiée la liste du premier comité de professeurs de l'université de Novossibirsk, parmi lesquels se trouvent des figures de la science soviétique de l’époque : les académiciens Mikhaïl Lavrentiev, Sergueï Khristianovitch, A.A. Trofimouk, Sergueï Sobolev, Y.N. Rabotnov, G.I. Budker, etc.
L'université ouvre ses portes le 1er septembre 1959 aux premiers étudiants. Il n'y a alors qu'une seule faculté, la faculté des sciences naturelles, où sont enseignées la chimie, la géophysique, la géologie, la mécanique, les mathématiques et la physique. Les études quant à elles ne commencent que le 29 septembre. La première conférence de l'université de Novossibirsk est ainsi donnée par l'académicien Sergueï Sobolev. Cela inaugure la tradition selon laquelle l'un des professeurs les plus réputés d'Akademgorodok donne le premier cours magistral aux nouveaux arrivants.

### Développement et restructuration
En août 1960, le développement de l'université débute avec l'ouverture de l'aspiranture (аспирантура en russe), cycle d'études de trois ans postérieur au cycle universitaire normal et qui prépare la soutenance de la thèse. Alors qu'elles étaient auparavant unies, les facultés de physique et de mécanique et mathématiques sont séparées à partir de 1961 en raison de leur développement. La même année voit la sélection des premiers étudiants de la faculté de biologie nouvellement créée.
La diversification de l'université se poursuit en 1962 avec l'apparition d'une faculté de sciences sociales, dirigée par V.A. Arvorine. Cette période de restructuration continue avec la fondation de la faculté de géologie et de géophysique dans la même année et celle de l’École de mathématiques et de physique de l'université, la première du genre en URSS.
Le 30 avril 1966, une autre tradition est instaurée par le club international de l'université et par les Jeunesses communistes : Maïovka (Маёвка).
En 1967 est fondée la faculté d'économie. L'université est alors très proche de sa structure actuelle.

### Reconnaissances et distinctions
L'université reçoit sa première distinction de l'État le 16 octobre 1984 où l'université est décorée de l'ordre du Drapeau rouge du Travail en reconnaissance de sa capacité à former des spécialistes hautement qualifiés qui contribuent au développement de la science et à l'économie nationale.
En 1986, le directeur de l'université est nommé héros du travail socialiste, signe de la reconnaissance de l'URSS envers son université sibérienne.

## L'université aujourd'hui

### НГУ en chiffres
L'université fait partie intégrante du centre scientifique Akademgorodok de Novossibirsk et est ainsi composée de :
- douze facultés divisées au total en 108 départements: l'université a poursuivi sa diversification entreprise au cours des années si bien qu'aujourd'hui les domaines d'enseignement comprennent biologie, chimie, écologie, économie, géologie, géophysique, histoire, informatique, journalisme, juridique, langues étrangères, linguistique, littérature, mathématiques, philosophie, psychologie, physique, sociologie...,
- une école de préparation à l'université en mathématiques et physique,
- un collège dédié à l'informatique,
- des écoles de cours par correspondance

L'université fait partie des universités les plus réputées de Russie et est particulièrement renommée pour son enseignement intensif des mathématiques. Quel que soit le domaine d'études (mathématiques, physique, biologie mais également psychologie...), ces dernières sont en effet considérées comme primordiales et constituent un élément important du quota horaire. Comme à ses débuts, l'université continue de profiter des moyens humains et techniques de la division sibérienne de l'Académie des sciences de Russie.
En quarante ans, elle a formé environ 28 000 chercheurs, enseignants supérieurs et businessmen.

### Ouverture à l'international
Les diplômés de l'université travaillent désormais dans le monde entier : en Amérique du Nord, en Amérique du Sud, au Japon, en Israël, en Europe et en Chine. Au lendemain de la chute de l'URSS, certaines entreprises et universités ont en effet immédiatement compris que НГУ (prononcer èneguéou) était un vivier de talents potentiels et ont attiré à elles une partie non négligeable des diplômés. En outre, certains sont devenus professeurs dans les universités de Berkeley, Chicago, Cornell, Harvard, Stanford, UCLA, Yale, contribuant ainsi à répandre la réputation d'excellence de l'université. 
Le cycle de développement à l'international se poursuit afin d'y asseoir la notoriété de l'université. Dans cette optique, plusieurs accords d'échange ont été signés avec des établissements d'enseignement supérieurs européens, américains, chinois, japonais et coréens. Pour la France, ces accords concernent :
- École polytechnique,
- Mines ParisTech,
- École des Ponts ParisTech,
- Télécom ParisTech,
- ENSTA ParisTech,
- ESPCI ParisTech,
- IOGS
- EISTI
- UTT de Troyes
- les universités de Paris-1, Paris-3,  de Paris IV. Paris-10, Paris-11, Paris-13, Savoie-Mont-Blanc, Lille-1, Grenoble Joseph Fourier, Toulouse, Nice Sophia Antipolis, Montpellier-3, Aix-Marseille, Bordeaux, Nantes, Avignon

## Vie étudiante et traditions
À l'instar de toutes les universités, l'université d'État de Novossibirsk comporte de nombreux clubs étudiants mais elle présente également de nombreuses traditions.

### Le carnaval de printemps
Cette tradition fut très vivante au milieu des années 1960 et a disparu depuis. Le carnaval, organisé à l'occasion de la Fête du travail, était précédé d'une procession aux flambeaux emmenée par les étudiants et les professeurs. Les participants, parés de costumes divers, élisaient le roi et la reine de la soirée. Ce carnaval était également l'occasion de rencontres informelles entre professeurs et étudiants, ce qui contribuait à la relative indépendance d'esprit des étudiants.

### La semaine de solidarité internationale et laMaïovka

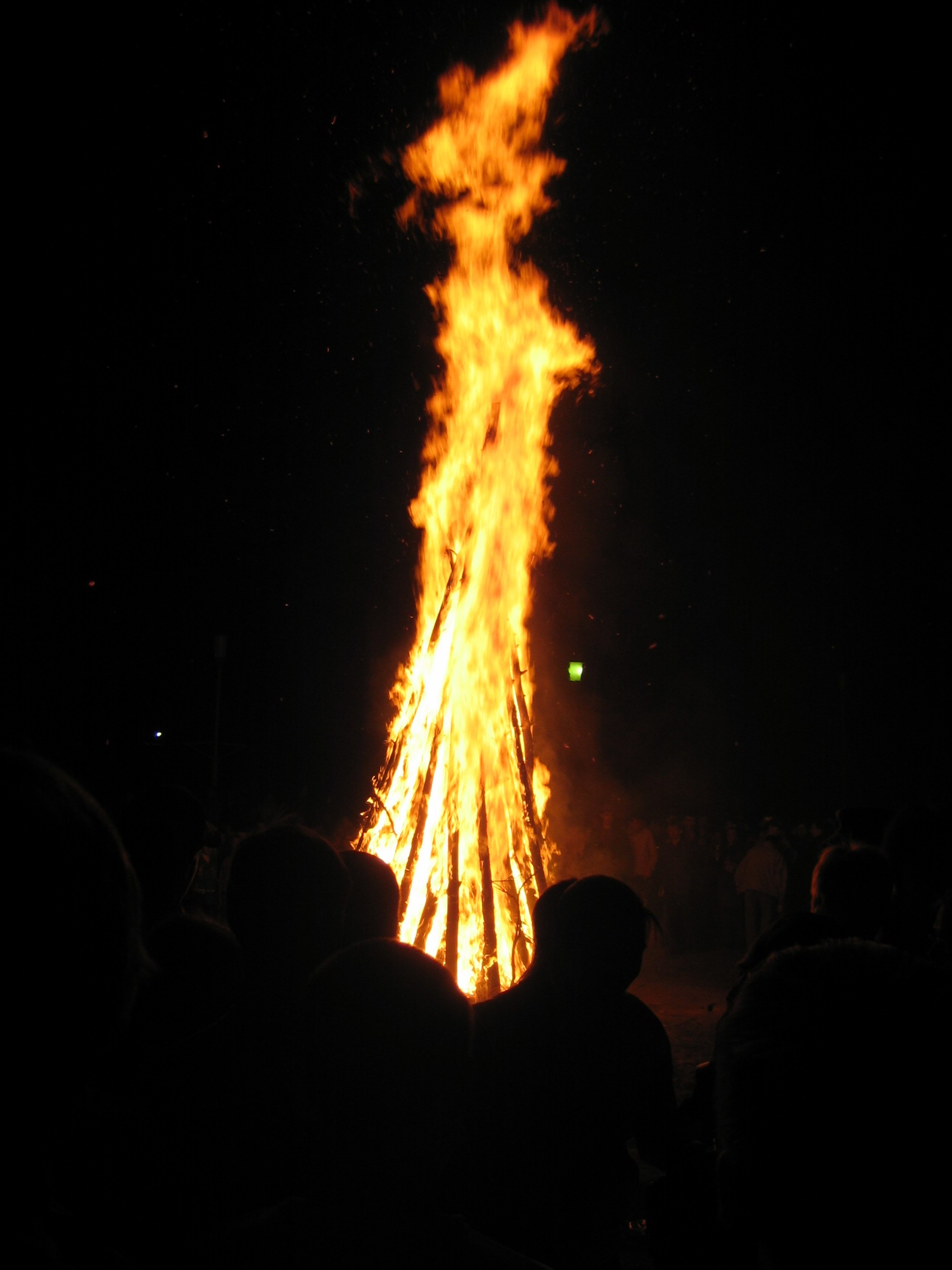
Traditionnel feu de la Maïovka

En 1965, le club international de l'université est créé et la décision est prise de faciliter les échanges avec les étudiants des « pays frères ». Cela conduit à l'organisation de la semaine internationale et du festival Maïovka (Maï signifie le mois de mai en russe et Maïovka, la fête du 1er mai) l'année suivante. De nombreux associations étudiantes de gauche y sont invitées, particulièrement issues de pays idéologiquement proches (pays d'Afrique, d'Asie et d'Amérique latine) mais également de nombreux étudiants des pays où sévissait encore la dictature (Espagne, Grèce, Portugal)...
Traditionnellement, la semaine internationale se déroule au cours de la dernière semaine d'avril et la Maïovka le 30 avril, précédant ainsi la Fête du Travail. Au cours de ces années l'habitude se prend d'allier la semaine de solidarité avec un festival de chansons politiquement engagées. Au cours des années 1990, le festival devient petit à petit un festival rock auquel viennent participer de nombreux chanteurs russes célèbres : Splin, Tchaïf, Alisa, Mango Mango...
Aujourd'hui, la semaine de solidarité internationale a perdu énormément de sa signification politique et est plutôt devenue une semaine de connaissance de la culture d'autrui. En effet, quelques stands dirigés par des étudiants étrangers, des expatriés et des étudiants russes tentent de présenter en un éclair la culture des différentes nationalités présentes à Akademgorodok. La Maïovka est devenue à son tour une fête apolitique, mais cela n'empêche pas de respecter les traditions telles que le gigantesque bûcher de la Maïovka.